# San Jacinto (Aguascalientes)
San Jacinto es una localidad del estado mexicano de Aguascalientes. Es parte del municipio de Rincón de Romos.

## Toponimia
El nombre de la población hace referencia al santo patrono de la localidad: Jacinto de Cracovia.

## Demografía
| Gráfica de evolución demográfica |
|                                  |

| Censo | Población |
| ----- | --------- |
| 1900  | 655       |
| 1910  | 528       |
| 1921  | 618       |
| 1930  | 717       |
| 1940  | 836       |
| 1950  | 846       |
| 1960  | 1 061     |
| 1970  | 1 083     |
| 1980  | 1 488     |
| 1990  | 1 806     |
| 2000  | 2 089     |
| 2010  | 2 356     |
| 2020  | 2 554     |